# Ermite à longue queue
Phaethornis longirostris
Espèce
Répartition géographique
Statut de conservation UICN

 LC  : Préoccupation mineure
Statut CITES
L'Ermite à longue queue (Phaethornis longirostris) est une espèce de colibris (famille des Trochilidae).

## Description
Cet oiseau mesure environ 15 cm de longueur. Il possède un plumage brunâtre, une tête contrastée avec deux bandes blanches soulignant chaque œil, une longue queue (d'où son nom) et un bec long et arqué.

## Répartition
Cet oiseau est présent en Amérique centrale (Salvador excepté), ainsi qu'au Mexique, en Colombie, en Équateur et au Pérou.

## Habitats
L'espèce habite les forêts tropicales et subtropicales humides de basse et haute altitudes.

## Nidification
Les mâles forment des leks lâches lors des parades nuptiales.

## Taxinomie
Phaethornis superciliosus (Sibley et Monroe 1990, 1993) a été scindé en P. longirostris et P. superciliosus à la suite de l'American Ornithologists' Union de 2002.

### Sous-espèces

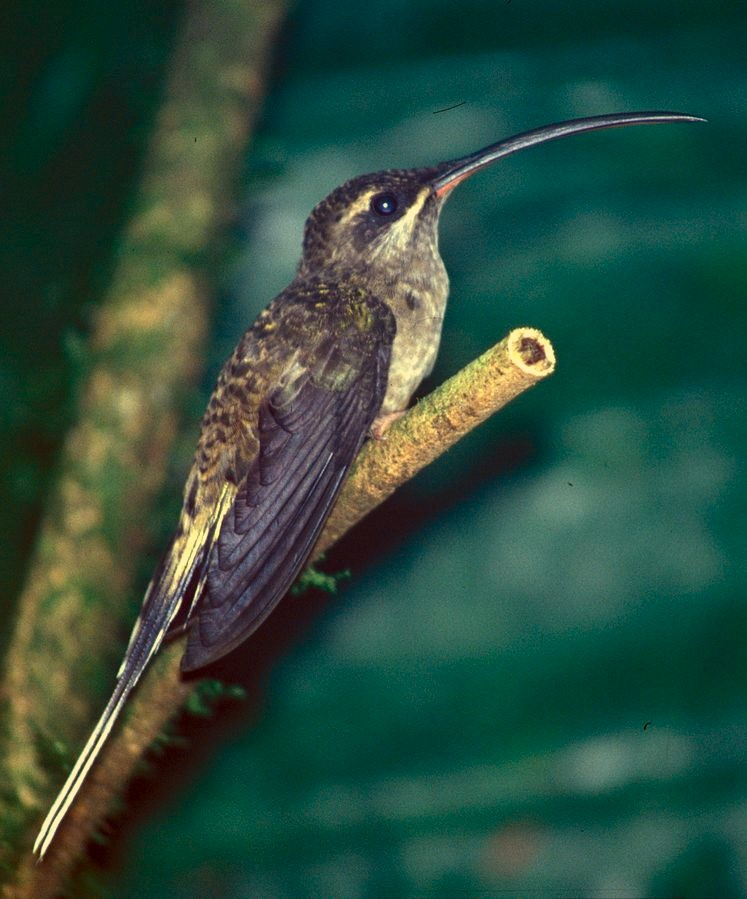
Phaethornis longirostris baroni

D'après la classification de référence (version 10.1, 2020) du Congrès ornithologique international, cette espèce est constituée des quatre sous-espèces suivantes (ordre phylogénique) :
- Phaethornis longirostris longirostris (Delattre, 1843) ;
- Phaethornis longirostris cephalus (Bourcier & Mulsant, 1848) ;
- Phaethornis longirostris susurrus Bangs, 1901 ;
- Phaethornis longirostris baroni Hartert, 1897.

Phaethornis baroni est traité comme conspécifique avec Phaethornis longirostris conformément au SACC (136). La restauration du statut des espèces mérite un réexamen compte tenu des distinctions morphologiques, des différences vocales (non documentées), de l'aire allopatrique et des progrès de la taxonomie de ce complexe d'espèces (Ridgely et Greenfield 2001, HBW). Une phylogénie de ces ermites serait la bienvenue.